# هانس-یورگن فون آرنیم
هانس-یورگن تئودور فون آرنیم(به آلمانی: Hans-Jürgen Theodor von Arnim) (۴ آوریل ۱۸۸۹ – ۱ سپتامبر ۱۹۶۲) نظامی بلندپایه آلمانی در دوره رایش سوم بود که در جریان جنگ جهانی دوم یگان‌های بزرگی را از سطح لشکر تا گروه ارتش در نیروی زمینی فرماندهی کرد.
آرنیم در خاندانی با سابقه بلند نظامی زاده شد. سال ۱۹۰۸ به نیروی زمینی امپراتوری آلمان پیوست و در جنگ جهانی اول رزمگاه را تجربه کرد. پس از جنگ در رایشسور باقی ماند و ضمن ترفیع تا درجه سرهنگ، عموماً در جایگاه‌های ستادی خدمت کرد. با کار آمدن رایش سوم فرمانده هنگ ۶۸ پیاده‌نظام شد. در پی آغاز جنگ جهانی دوم در سال ۱۹۳۹ با درجه سرتیپ به فرماندهی به فرماندهی لشکر پنجاه و دوم پیاده‌نظام رسید. چند ماه بعد به درجه سرلشکر ترفیع گرفت و بدون این که در زمینه نیروهای زرهی سابقه‌ای داشته باشد، به فرماندهی لشکر هفدهم زرهی منصوب شد. با این لشکر در عملیات بارباروسا، تهاجم به شوروی در سال ۱۹۴۱ مشارکت کرد و نقش مؤثری در چند نبرد محاصره‌ای عمده از جمله نبرد نخست کی‌یف و نبرد بریانسک داشت. سپس فرماندهی سپاه ۳۹ زرهی در قسمت شمالی جبهه شرقی را دست گرفت و تا میانه سال ۱۹۴۲ عموماً در نواحی تیخوین و ولخوف در جنوب شرقی لنینگراد درگیر بود.
آرنیم اواخر سال ۱۹۴۲ به درجه ارتشبد ترفیع گرفت و به فرماندهی ارتش پنجم زرهی در تونس در شمال آفریقا برگزیده شد. می‌بایست در جریان عقب‌نشینی فیلدمارشال اروین رومل از مصر، موضع خود را حفظ می‌کرد. به هر طریق از عهده این مسئولیت برآمد. در ادامه اوایل سال ۱۹۴۳ با رومل در تلاش برای شکست دادن نیروهای متفقین در شمال غربی آفریقا بود. به هر حال این امکان برای آن‌ها میسر نشد. رومل در نهایت ماه مارس سال ۱۹۴۳ آفریقا را ترک کرد و آرنیم به عنوان جانشین او، فرمانده گروه ارتش آفریقا شد. در این هنگام ورق جنگ علیه آلمان برگشته بود. او با گرفتاری به مشکلات بسیار شدید تدارکاتی قادر به حفظ سر ساحل تونس نشد و ماه مه به اسارت متفقین درآمد.
آرنیم پس از جنگ سال ۱۹۴۷ آزاد شد و به آلمان غربی بازگشت. او سال ۱۹۶۲ در بات ویلدونگن درگذشت.

## سال‌های اولیه
هانس-یورگن تئودور فون آرنیم روز ۴ آوریل سال ۱۸۸۹ در ارنسدورف در سیلزی زاده شد. خاندان پروسی فون آرنیم سابقه بلند نظامی‌گری در نسل‌های متوالی از سده چهاردهم میلادی داشت. هانس-یورگن دوران مدرسه را در گلوگاو گذراند. روز ۱ آوریل سال ۱۹۰۸ به عنوان افسر دانشجو وارد نیروی زمینی امپراتوری آلمان شد. پس از گذراندن دوره آموزشی افسران، روز ۱۹ اوت سال ۱۹۰۹ با درجه ستوان دوم در هنگ نخبه ۴ پیاده‌نظام محافظ پروس به سلک افسران درآمد. اواخر سال ۱۹۱۳ آجودان یک گردان در همان هنگ شد.

## جنگ جهانی اول

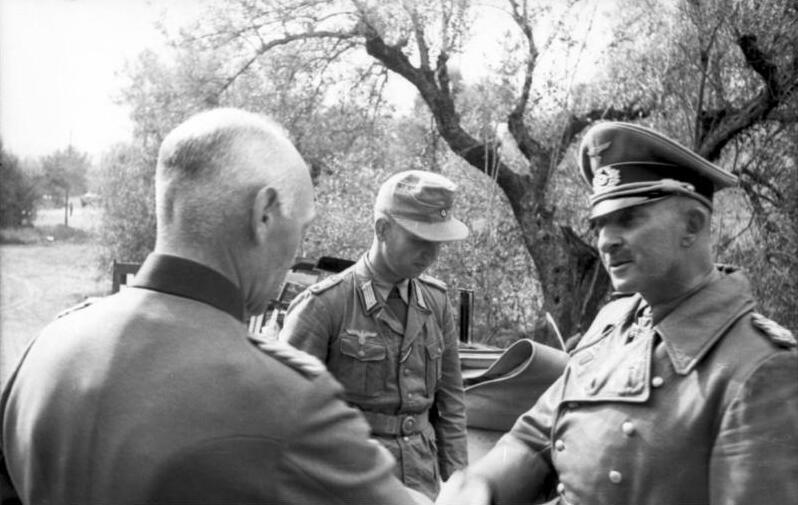
سرهنگ ژنرال فون آرنیم و ژنرال فون

در پی آغاز جنگ جهانی دوم در ماه اوت سال ۱۹۱۴، آرنیم با هنگ ۴ پیاده‌نظام محافظ در نبردهای نواحی بلژیک و شمال فرانسه در جبهه غربی حضور یافت. اواخر سال ۱۹۱۴ موقتاً آجودان هنگ بود. ماه ژانویه سال ۱۹۱۵ به درجه ستوان یکم ترفیع گرفت. روز ۱ نوامبر به فرماندهی یک گروهان منصوب شد و برای یک سال آن را هدایت کرد. آرنیم در ادامه به جبهه شرقی فرستاده شد و افسر مهمات لشکر ۴ یِیگر محافظ بود. روز ۲۷ ژانویه سال ۱۹۱۷ به درجه سروان ترفیع گرفت. روز ۴ ژوئیه به عنوان آجودان لشکر برگزیده شد. روز ۲۰ اکتبر فرماندهی یک گردان به او محول گردید. با این یگان جنگ را در جبهه غربی به پایان رساند. با عملکرد نسبتاً متمایز در طول جنگ نشان خاندان هوهن‌تسولرن و هر دو درجه نشان صلیب آهنین را دریافت کرد.

## رایشسور
آرنیم سال ۱۹۱۹ فرمانده یک گروهان در هنگ ۲۹ پیاده‌نظام در برلین-شارلوتنبورگ شد و به خدمت نظامی در رایشسور به عنوان یکی از ۴٬۰۰۰ افسر نیروی زمینی آن ادامه داد. پائیز سال ۱۹۲۰ به لشکر دوم پیاده‌نظام در اشتتین منتقل شد. یک سال فرمانده یکی از گردان‌ها و یک سال بعدی را تا سال ۱۹۲۲ آجودان این لشکر بود. دو سال را در ستاد گروه ارتش ۲ در کاسل گذراند. آرنیم روز ۱ اکتبر سال ۱۹۲۴ به وزارت منتقل شد. آرنیم در این موقعیت خود را افسری قابل و سخت‌کوش نشان داد و ارتباط ارزشمندی در میان صاحب‌منصبان برقرار کرد. سال ۱۹۲۵ آجودان ارشد سپهبد فون بِرِنت، فرمانده گروه ارتش ۱ در برلین شد. یازده سال پس از مورد پیشین، سال ۱۹۲۸ به درجه سرگرد ترفیع گرفت. ماه سپتامبر سال ۱۹۲۹ به درخواست سپهبد ویلهلم فون لیب، به ستاد منطقه نظامی شماره ۷ در مونشن منتقل شد. در این موقعیت رئیس ستاد فرماندهی ۷ توپخانه بود. آرنیم روز ۱ آوریل سال ۱۹۳۲ به درجه سرهنگ دوم ترفیع گرفت. شش ماه بعد به عنوان فرمانده گردان ۱ هنگ ۲ پیاده‌نظام منصوب گشت. سپس در فرماندهی ۶ پیاده‌نظام، تحت امر سرتیپ گونتر فون کلوگه، خدمت کرد. چند ماه بعد رئیس ستاد این فرماندهی شد و روز ۱ ژوئیه سال ۱۹۳۴ به درجه سرهنگ ترفیع گرفت.

## ورماخت
روز ۱۵ اکتبر سال ۱۹۳۵ فرماندهی هنگ ۶۸ پیاده‌نظام در لشکر تازه‌تشکیل‌شده بیست و سوم پیاده‌نظام در برلین به آرنیم سپرده شد. او از این منصب رضایت داشت و حتی پس از ترفیع به درجه سرتیپ در آن باقی ماند. آرنیم با وجود داشتن برخی انتقادات نسبت به حاکمیت رایش سوم، با روحیه عمیق وفاداری پروسی، از همکاری با توطئه‌گران علیه آن اجتناب می‌کرد. در جریان مسئله بلومبرگ-فریچ در ماه فوریه سال ۱۹۳۸، فرمانده لشکر او وادار به بازنشستگی شد. سپهبد اروین فون ویتسلیبن، فرمانده منطقه نظامی شماره ۳ در برلین و از عناصر جنبش مخفی ضد هیتلر با استفاده از این فرصت فردی از حلقه هم‌فکران خود را در این جایگاه نهاد و این فرد به نوبه خود فرماندهان هنگ‌ها را تغییر داد. بدین ترتیب آرنیم به دفتر شماره ۴ نیروی زمینی در شوایدنیتس در سیلزی فرستاده شد و عملاً با تقلیل جایگاه مسئول انبارها بود. در این حال سپهبد والتر شروت، فرمانده سپاه ۱۲، آرنیم را فردی «شجاع و دلیر» توصیف و توصیه به انتصاب او به عنوان فرمانده یک لشکر کرد. به هر حال تحقق چنین امری مدتی به طول انجامید. آرنیم در نهایت به کمک روابطی که در فرماندهی عالی نیروی زمینی داشت روز ۱ مه سال ۱۹۳۹ به ستاد کل در برلین منتقل شد.

### جنگ جهانی دوم
ترفیع درجه:
- ۱۹ اوت ۱۹۱۹: ستوان دوم
- ۲۷ ژانویه ۱۹۱۵: ستوان یکم
- ۲۷ ژانویه ۱۹۱۷: سروان
- ۱ آوریل ۱۹۲۸: سرگرد
- ۱ آوریل ۱۹۳۲: سرهنگ دوم
- ۱ ژوئیه ۱۹۳۴: سرهنگ
- ۱ ژانویه ۱۹۳۸: سرتیپ
- ۱ دسامبر ۱۹۳۹: سرلشکر
- ۱۷ دسامبر ۱۹۴۱: سپهبد (ژنرال نیروهای زرهی)
- ۳ دسامبر ۱۹۴۲: ارتشبد

#### لشکر پنجاه و دوم پیاده‌نظام
در پی آغاز جنگ جهانی دوم، آرنیم روز ۱۲ سپتامبر سال ۱۹۳۹ به عنوان جانشین سرلشکر فریدریش برگمان، به فرماندهی لشکر پنجاه و دوم پیاده‌نظام در زارپفالتس منصوب گشت. البته این لشکر در این زمان همچنان در حال تشکیل بود. لشکر پنجاه و دوم پیاده‌نظام در نبرد لهستان مشارکتی نداشت و در نبرد فرانسه در سال ۱۹۴۰ نیز تنها یگان‌های محدودی از آن به‌کار رفتند. با وجود این که هیچ نقشی تا کنون در جنگ ایفا نکرده بود، آرنیم روز ۱ دسامبر سال ۱۹۳۹ به درجه سرلشکر ترفیع گرفت.

#### لشکر هفدهم زرهی
پائیز سال ۱۹۴۰ به مونشن احضار شد تا فرماندهی لشکر هفدهم زرهی را دست بگیرد. او تا بدین زمان هیچ آموزش یا نسبتی با نیروهای زرهی نداشت و چنین انتصابی می‌تواند به باور به توانمندی‌های عمومی او و روابطش در فرماندهی عالی مرتبط باشد. لشکر او تا اوایل سال ۱۹۴۱ در حال آموزش بود. سپس به لهستان منتقل شد تا آماده مشارکت در عملیات بارباروسا، تهاجم به شوروی شود. با آغاز عملیات در روز ۲۲ ژوئن سال ۱۹۴۱، نیروهای آرنیم به عنوان بخشی از گروه زرهی ۲ هاینتس گودریان، شمال برست-لیتوفسک از رود بوگ گذشتند و سلونیم، نخستین هدف را روز ۲۴ ژوئن تخسیر کردند. روز بعد یک پاتک سنگین دشمن را دفع کرد. از روز ۲۶ ژوئن درگیر نبرد سختی در ناحیه شکلوف شد. آرنیم خود روز بعد به شدت مجروح و به سرعت به لهستان بازگردانده شد.
آرنیم ابتدا در لووف بستری و سپس برای ادامه درمان به برلین فرستاده شد. تا اوایل ماه اوت در بیمارستان نظامی بود. در این مدت سرتیپ کارل فون ویبر، فرمانده موقت لشکر هفدهم زرهی در رزمگاه زخم برداشت و کشته شد. آرنیم در یک مرخصی کوتاه از بیمارستان در مراسم خاکسپاری او شرکت کرد. آرنیم سپس تا میانه ماه سپتامبر دوره نقاهت را در برلین گذراند. روز ۱۷ سپتامبر فرماندهی لشکر هفدهم زرهی از سرتیپ ویلهلم فون توما، فرمانده موقت، دریافت کرد. لشکر او در مراحل پایانی نبرد نخست کی‌یف و سپس در نبرد بریانسک حاضر بود. نیروهای آرنیم یک پل کلیدی بر رود دسنا و شهر بریانسک، محل یکی از مهم‌ترین اتصالات ریلی شوروی، را تصرف کردند. این دستاورد تأثیر ویژه‌ای بر پیروزی آلمانی‌ها در نبرد این ناحیه داشت. نیروهای آرنیم روز ۱۷ اکتبر روز ۱۹۴۱ قریب به ۳۰٬۰۰۰ نفر از قوای دشمن را در محاصره ناحیه بریانسک به اسارت گرفتند. این لشکر در اثر کمبود سوخت مدتی از تحرک واماند. سپس با دریافت تدارکات به حرکت به سمت اریول، در پیشروی به سمت مسکو سهیم بود. به هر صورت گل‌آلود بودن راه‌های منطقه مجدداً باعث توقف آن در پروتوا در ۱۰۰ کیلومتری پایتخت شوروی شد.

#### سپاه ۳۹ زرهی
آرنیم به درجه سپهبد (ژنرال نیروهای زرهی) ترفیع گرفت و با ترک لشکر هفدهم زرهی، روز ۱۱ نوامبر سال ۱۹۴۱ به فرماندهی سپاه ۳۹ موتوریزه (از ژوئیه ۱۹۴۲ سپاه ۳۹ زرهی) در قسمت شمالی جبهه شرقی برگزیده شد. شرایط بد آب‌وهوایی سبب گشت رسیدن به قرارگاه فرماندهی این سپاه تا روز ۱۵ نوامبر به طول بینجامد. او حتی بخشی از مسیر را با سورتمه طی کرد. دو روز بعد سپاه ۳۹ موتوریزه زیر پاتک گسترده ارتش سرخ در حومه تخوین قرار گرفت. وضعیت دشوار چاره‌ای جز عقب‌نشینی مرحله به مرحله تا رود وولخوف برای آرینم باقی نگذاشت. این عمل در شرایط بسیار دشوار زمستانی نسبتاً به خوبی انجام گرفت اما تلفات سنگینی متوجه یگان شد؛ به وجهی که در پایان تا روز ۲۳ دسامبر برای لشکر هجدهم پیاده‌نظام موتوریزه تنها قریب به ۸۰۰ نفر و لشکر دوازدهم زرهی آن نزدیک به ۱٬۲۰۰ نفر باقی ماند. به هر صورت سپاه ۳۹ موتوریزه در مابقی طول زمستان توانست خط خود را حفظ کند. این سپاه اواخر ماه مارس سال ۱۹۴۲ برای یک استراحت مختصر از خط مقدم خارج شد. آرنیم سپس با سه لشکر و مقداری یگان کوچک‌تر دیگر، مأمور به نجات نیروهای آلمانی گرفتار محاصره خولم بود. او در یک حمله برنامه‌ریزی شده از روز ۱ مه، با وجود مواجهه با مقاومت شدید، محاصره شکست و خود را به داخل آن رساند. به هر حال تا این زمان کمتر از نیمی از نیروهای اولیه درون محاصره در شرایط رزمی باقی مانده بودند. ارتشبد ارنست بوش، فرمانده ارتش شانزدهم و مافوق بلافصل آرنیم، در تحسین، او را «شخصیتی با اراده قوی» خواند که «خود را در نبرد خولم به اثبات رساند».

#### ارتش پنجم زرهی
در حین اجرای عملیات موسوم به مورد آبی از میانه سال ۱۹۴۲ و تمرکز درگیری‌ها بر مناطق جنوبی خط مقدم، سپاه آرنیم در خط مقدم بود اما درگیری چندانی نداشت. آرنیم که از این شرایط سکون راضی نبود، در تماس با دفتر پرسنل نیروی زمینی خواهان جابه‌جایی در جایگاه شد. روز ۳۰ نوامبر سال ۱۹۴۲ سرتیپ رودولف اشمونت، رئیس دفتر پرسنل در تماس تلفنی از او خواست فرماندهی سپاه ۳۹ زرهی را به سپهبد روبرت مارتینک بسپارد و در قرارگاه پیشوا در راستنبورگ در پروس شرقی حاضر شود. همین که به راستنبورگ رسید به او اطلاع دادند به درجه ارتشبد ترفیع گرفته و به مقام فرماندهی ارتش پنجم زرهی که در تونس در شمال آفریقا در حال تشکیل بود، منصوب گشته‌است. آرنیم در دیدار با فیلدمارشال ویلهلم کایتل، رئیس فرماندهی عالی ورماخت و شخص آدولف هیتلر در روز ۳ دسامبر، دستورالعمل خود در این جایگاه را دریافت کرد. این مأموریت در پی درخواست فیلدمارشال آلبرت کسلرینگ، فرمانده کل جبهه جنوبی آلمان، جهت تشکیل قرارگاه یک ارتش زرهی در تونس، به آرنیم محول می‌شد. او می٬بایست در حین عقب‌نشینی فیلدمارشال اروین رومل به سمت غرب، سر ساحل تونس را در مقابل تهاجم متفقین از الجزایر حفظ می‌کرد. پیشوا وعده داد سه لشکر زرهی و سه لشکر موتوریزه در اختیار او قرار گیرد و تدارکات کافی تأمین شود.
هنگامی که آرنیم به تونس رسید ارتش پنجم زرهی شامل یک لشکر دهم زرهی، دو گردان از هنگ ۵ چترباز، یک هنگ بادپر، یک گردان ۱۱ مهندسی چترباز، سه گردان جایگزینی میدانی، یک گردان ۵۰۱ زرهی سنگین با ۱۷ تانک تیگر ۱ و تعدادی یگان کوچک مختلف دیگر بود. میانه ماه دسامبر بیشتر لشکر ۳۳۴ام پیاده‌نظام نیز فرا رسید. او همچنین یک لشکر، یک تیپ و چند گردان ایتالیایی را نیز تحت فرمان داشت. او برای سازمان دادن به دفاع تونس، یگان‌های متفرقه آلمانی را با یکدیگر ترکیب و لشکر فون برویْش را تشکیل و در جناح راست (ساحلی) قرار داد. در این لشکر دهم زرهی از مرکز و نیروهای کمتر قابل‌اتکای ایتالیایی از جناح جنوب محافظت می‌کردند.

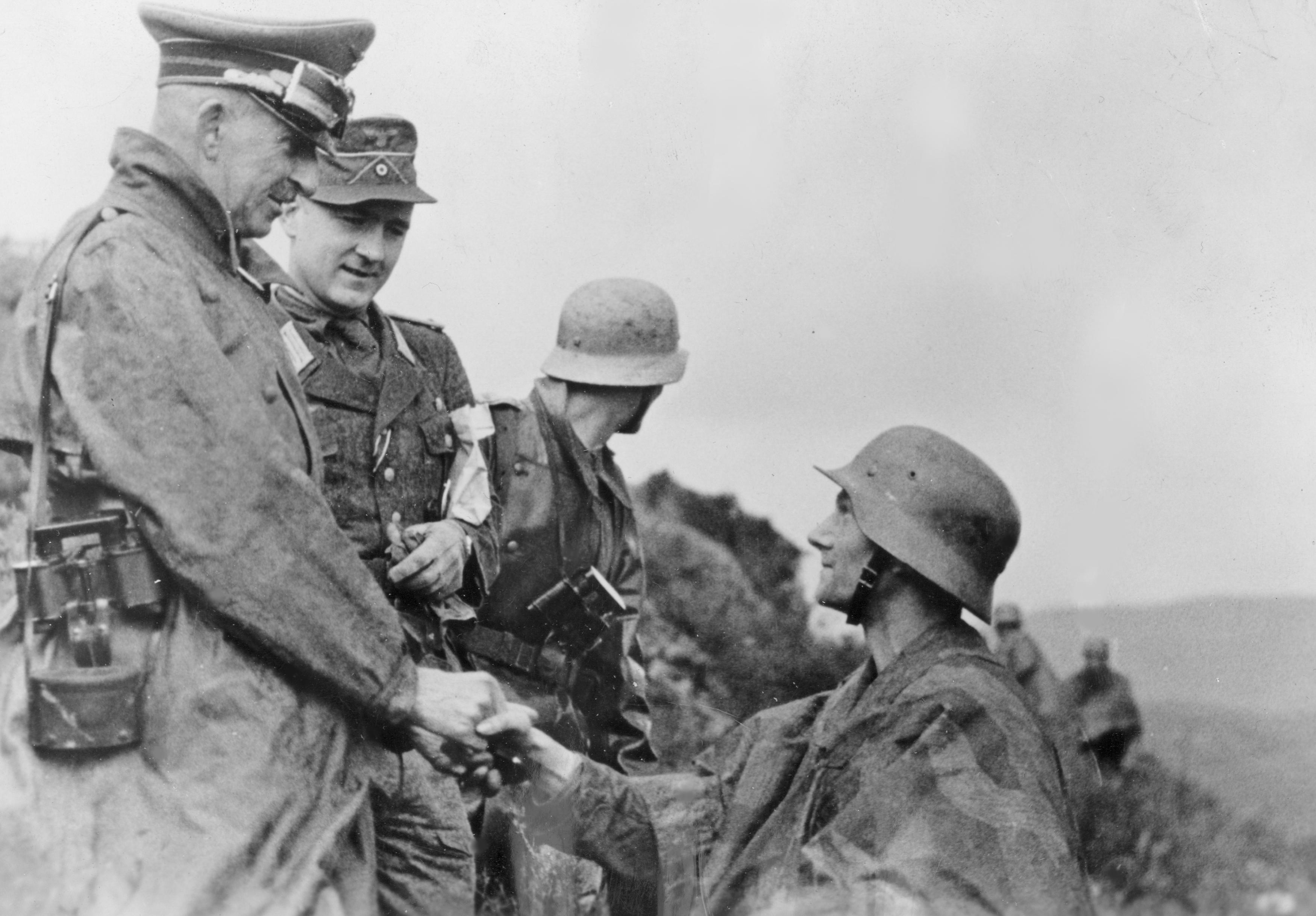
تونس، ژانویه ۱۹۴۳

نخستین درگیری عمده بین طرفین با حضور آرنیم روز ۲۲ دسامبر بر سرعت ارتفاعات راهبردی جبل الاحمر در ۴۰ کیلومتری غرب شهر تونس رخ داد. این موضع چند بار در عرض چند روز دست به دست شد تا این که درحالی‌که نیروهای آرینم بر آن مسلط بودند، در پی بارش شدید باران نبرد متوقف شد. در این حین در جناح جنوبی نیروهای فرانسوی و بریتانیایی با پس زدن ایتالیایی‌ها در حال نزدیک شدن به ساحل مدیترانه بودند. اگر دشمن به هدف خود می‌رسید ارتباط بین رومل و آرنیم مسدود و مسیر تدارکاتی فیلدمارشال قطع می‌شد. آرنیم با اطمینان نسبی از قسمت مرکزی و راست خط مقدم، رو به جنوب آورد و در قالب عملیات آیلبوته از روز ۱۸ ژانویه سال ۱۹۴۳، با یک پاتک با ترکیبی از نیروهای پیاده و زرهی فرانسوی‌ها را مقداری عقب راند و چهار هزار نفر را به اسارت گرفت. کمبود تدارکات موجب توقف عملیات پس از یک هفته شد. پاتک‌های متفقین برای حدود یک هفته پس از آن ادامه داشت اما نتوانست تسلط آرنیم را از این موضع جابه‌جا کند.
اواخر ماه ژانویه سال ۱۹۴۳ لشکر بیست و یکم زرهی از قوای رومل در نهایت به تونس رسید. آرنیم با این نیروی کمکی یک حمله غافلگیر کننده از روز ۳۰ ژانویه به سمت گذرگاه فائض مجدداً در جناح جنوبی اجرا کرد که ضمن تسخیر گذرگاه، تا هنگام دخالت نیروهای آمریکایی، توانست هزار فرانسوی دیگر را اسیر کند. ضدحملات متعاقب آمریکایی‌ها نیز دفع شد. بدین شکل آرنیم بخش جنوبی را به اندازه کافی برای رسیدن بدنه اصلی نیروهای رومل تعریض کرد. آرنیم با حملات محلی دیگری چند پیروزی راه‌کنشی بیشتر حاصل نمود و یک لشکر فرانسوی را از بین برد.
با این وجود آرنیم در وضعیت راهبردی حساسی قرار داشت. با وجود برآورد نیاز ماهانه به ۱۵۰٬۰۰۰ تن تدارکات برای مجموع نیروهای آرنیم و رومل، فیلدمارشال کسلرینگ تنها می‌توانست ۶۰٬۰۰۰ تن تدارکات، حدود ۴۰ درصد مقدار مورد نیاز، برای آن‌ها تأمین کند. با از دست رفتن اراضی و بندرهای لیبی فشار دریایی و هوایی بر تدارکات‌رسانی آلمانی‌ها در نواحی میانی مدیترانه افزایش یافت. نخستین دیدار بین آرنیم و رومل روز ۹ فوریه سال ۱۹۴۳، به ابتکار کسلرینگ، در پایگاه لوفت‌وافه در تونس صورت گرفت. دیدار پیشین این دو تن به هجده سال پیش از آن مربوط می‌شد. آلمانی‌ها قصد داشتند پیش از رسیدن نیروهای بریتانیایی از شرق و جنوب، آمریکایی‌ها در غرب شکستند و سپس رو به دیگری آورند. به پیشنهاد کسلرینگ، قرار شد در حمله به سمت غرب رومل از جنوب در جهت قفصه و آرنیم با بیشتر نیروهای متحرک، در شمال در جهت سبیتلا یورش ببرند. این دو سبب رو به شمال می‌کردند و با اتصال به یکدیگر تا بندر بونه می‌رفتند و دشمن را به محاصره می‌انداختند. هدف تهاجم نه تصرف زمین، بلکه وارد آوردن حداکثر صدمه به دشمن بود. هر دو موافق این طرح بودند اما آرنیم نگرانی از کمبود سوخت برای چنین عملیات گسترده‌ای داشت. به هر صورت این دو فرمانده ارتش آلمانی با دو شخصیت متفاوت، هیچگاه نتوانستند همکاری مؤثری با یکدیگر داشته باشند.
حمله سرنیزه زرهی آرنیم از روز ۱۴ فوریه سال ۱۹۴۳ به رهبری سرهنگ هاینتس سیگلر، با جلوداری گردان ۵۰۱ زرهی سنگین آغاز شد. این تهاجم همان روز نخست یک هنگ و چند گردان آمریکایی را در هم کوبید. تا روز بعد بیش از ۱۰۰ تانک دشمن از بین رفت. حرکت رومل با یک روز اختلاف، نیز با عقب‌نشینی دشمن رو به رو، به خوبی آغاز و بر قفصه مسلط شد. همین مسئله بهانه‌ای شد تا برخلاف قرار پیشین، آرنیم از سپردن لشکر بیست و یکم زرهی به رومل امتناع کند. او دستور به استفاده از آن در حمله به سمتٰ سبیتلا داد. رومل پس از مدتی تحمل، شکایت به نزد کسلرینگ برد و از خواست هر دو لشکر بیست و یکم و نهم به راهی جنوب شوند. کسلرینگ موافق رومل بود اما خود این درخواست نیز برخلاف طرح اولیه بود تا کسلرینگ آن را منوط به کسب تکلیف از فرماندهی عالی ورماخت کند. در همین حال حمله نیروهای آرنیم به سبیتلا تنها از ظهر روز ۱۷ فوریه، سومین روز عملیات، صورت گرفت. این تعلل‌ها به آمریکایی‌ها فرصت بازیابی و گریز از نقاط در خطر داد. آرنیم مدتی بعد به رومل اطلاع مشکلات تدارکاتی دیگر امکان ادامه حرکت به او نمی‌دهد. بدین ترتیب عملیات او پس از تنها چند پیروزی موضعی، متوقف شد. فرماندهی عالی در نهایت فرمان به انتقال دو لشکر زرهی به رومل داد و او را موظف کرد از همان محل به سمت شمال چرخش کند. با این حال، آرنیم در تخطی عیان از فرمان، بدون این که به کسلرینگ و رومل اطلاع دهد بیشتر نیروهای لشکر دهم زرهی به علاوه هنگ ۵۰۱ زرهی سنگین را برای خود نگاه داشت. این اقدام اختلال بیشتری در کار رومل ایجاد کرد. کسلرینگ بعد از ظهر روز ۲۰ فوریه آرنیم را به شهر تونس فراخواند و به شدت توبیخ نمود. با وجود این که رومل مقدار دیگری پیروزی در نبرد گذرگاه القصرین کسب کرد اما آلمانی‌ها دیگر فرصت را از دست داده بودند. با تأیید کسلرینگ، رومل روز ۲۲ فوریه تهاجم را کاملاً متوقف کرد. این عملیات در مجموع گونه‌ای پیروزی برای نیروهای محور بود البته نه آن چیزی که به دنبال آن بودند.
روز ۲۳ فوریه سال ۱۹۴۳ گروه ارتش آفریقا تشکیل گردید. هیتلر تمایل خود بر انتصاب آرنیم بر فرماندهی آن را ابراز کرده بود اما کسلرینگ بنا شیوه رفتار و فرماندهی آرنیم، رومل را بدین منظور برگزید. به هر صورت رومل مشکلات وخیم سلامتی داشت و قرار بود به زودی از آفریقا برود؛ بدین شکل در نظر بود آرنیم در آن هنگام جایگزین او شود. در همین مدت، آرنیم بدون توجه به این که رومل در این حال مافوق او به حساب می‌آمد، بدون اطلاع او روز ۲۴ فوریه به رم رفت و موافقت کسلرینگ برای اجرای تهاجم دیگری از جانب خود در بخش شمالی تونس را کسب کرد. او تصور می‌کرد متفقین برای مقابله با رومل در القصرِین در جنوب، جناح شمالی خود را تضعیف کرده‌اند. این تهاجم موسوم به عملیات اوکسن‌کوپف از روز ۲۶ فوریه با حدود سه لشکر از جمله گردان ۵۰۱ زرهی سنگین آغاز شد. این عملیات برخلاف مورد پیشین دشمن را غافلگیر نکرد و به صورت حملات نامنظم در مقابل دفاع آماده جز اندک موفقیت‌های محلی، چیز دیگری عاید آنیم نساخت. او در این بین بیش از ۷۰ تانک خود از جمله بیشتر تیگرها را از دست داد؛ درحالی‌که گفته می‌شود این مقدار برای بریتانیایی‌ها تنها ۲۰ تانک بود. این درحالی بود که رفته‌رفته تجهیزات کمتری به دست آلمانی‌ها در تونس می‌رسید. این اقدام آرنیم به شکل مشابهی، تهاجم از پیش مقرر شده رومل به سمت شرق را نیز با مشکل و تأخیر مواجه کرد. بدین شکل، حمله رومل از روز ۶ مارس یک شکست تمام‌عیار به بار آورد.

#### گروه ارتش آفریقا
رومل روز ۹ آوریل سال ۱۹۴۳ برای همیشه شمال آفریقا را ترک کرد. آرنیم همان روز فرماندهی گروه ارتش آفریقا را در دست گرفت. سپهبد گوستاف فون ورست جانشین او در فرماندهی ارتش پنجم زرهی شد. گروه ارتش آفریقا در این هنگام شامل ۳۵۰٬۰۰۰ نفر می‌شد که ۱۲۰٬۰۰۰ نفر از آن‌ها نیروی رزمی بودند که از همین مقدار هم دو سوم آلمانی بودند. در مقابل آن‌ها ۵۰۰٬۰۰۰ نیروی متفقین از جمله ۲۵۰٬۰۰۰ نفر نیروی زرمی قرار داشت. آرنیم می‌بایست با حدود ۲۰۰ تانک جلوی ۱٬۸۰۰ دشمن می‌ایستاد. او با این توان می‌بایست از بیش از ۶۲۰ کیلومتر خط مقدم محافظت می‌کرد که بسیار بیشتر از میزان استاندارد برای آن میزان نیرو بود. از تدارکات کافی به دستش می‌رسید شاید امیدی به حفظ دست کم بخشی از سر پل تونس می‌بود؛ درحالی‌که از ۱۴۰٬۰۰۰ تن مقدار مورد نیاز، در ماه ژانویه تنها ۴۶ هزار تن و در ماه بعد تنها ۳۳ هزار تن تأمین شد. وخامت اوضاع تدارکاتی در گزارشی که به جووانی مسه، فرمانده ارتش یکم ایتالیا داد می‌توان درک کرد. در گزارش اذعان شد اگر تدارکات به آن نرسد، بدون حمله دشمن به مواضع آلمانی‌ها هم «کار آن‌ها تا روز ۱ ژوئیه خود به خود تمام است.»
به هر حال آرنیم همچنان در نبرد در دفاع از سر ساحل تونس مهارت راه‌کنشی از خود نشان می‌داد. او پیش‌بینی می‌کرد دشمن قصد دارد با تهاجم خود گروه ارتش را به دو نیم کند. آرنیم مایل بود ارتش یکم ایتالیا را از جنوب به شمال عقب بکشد تا خط خود را کوتاه‌تر و از منطقه کوچک‌تری دفاع کند. با این وجود، کسلرینگ با خوش‌بینی نسبت به وضعیت، چنین مجوزی به او نداد. به هر صورت آرنیم روز ۱۴ مارس به بگان‌های غیر موتوریزه ایتالیایی دستور حرکت به سمت شمال داد. در همین حال تهاجم متفقین آغاز شد. قفصه روز ۱۷ مارس سقوط کرد. آرنیم دو سوم از نیروهای ذخیره متحرک خود را صرف مقابله با تهاجم جنوبی دشمن در ناحیه مارث ساخت. با اقدام بریتانیایی‌ها به دور زدن موضع ایتالیایی‌ها در خط مارث، مسه روز ۲۸ مارس وادار به رها کردن این موضع شد. به هر حال ایتالیایی‌ها نتوانستند در مواضع پشتی خط دفاعی مناسبی در وادی عکاریت ایجاد کنند. آرنیم مداوما از فرماندهی عالی درخواست تدارکات بیشتر می‌کرد. او روز ۲۹ مارس به فرماندهی ایتالیا اعلام کرد تنها برای یک یا دو روز رزمی دیگر مهمات دارد؛ البته برخی از انواع آن‌ها در همین زمان به اتمام رسیده‌است. او همچنین گزارش کرد بدون سوخت دیگر امکان تحرکات عمده وجود ندارد. درحالی‌که کسلرینگ توصیه به اجرا ضدحمله می‌کرد، آرنیم به فرستاده او، سرتیپ زیگفریت وستفال، گفت نیروهایش دیگر حتی همانند رومل، نان هم ندارند.
نبرد وادی عکاریت از روز ۵ آوریل سال ۱۹۴۳ آغاز شد و ایتالیایی‌ها کمتر از دو روز بعد این موضع را هم تخلیه کردند. در جریان این نبرد یک لشکر ایتالیایی عملاً منهدم شد و ۵٬۰۰۰ نفر از آن‌ها به اسارت درآمدند. روز بعد نیروهای شرقی و غربی متفقین به یکدیگر متصل شدند و محاصره حول گروه ارتش آفریقا را تکمیل کردند. آرنیم به آخرین سر ساحل خود عقب‌نشینی کرد. کسلرینگ بنا بر دستور فرماندهی‌های عالی آلمان و ایتالیا، روز ۱۳ آوریل فرمان به پایداری تا آخرین نفر داد. او همچنین خواست از نیروهای مازاد اداری به عنوان نیروی رزمی استفاده و تمام افراد غیرضروری دیگر از محل تخلیه شود. همچنین وعده نیروی کمکی داده شد. آرنیم هیچ پاسخی به این سخنان نداد. بریتانیایی‌ها از روز ۲۲ آوریل تهاجمی را آغاز اما روز ۲۹ آوریل خود آن را متوقف کردند. همین مقدار هم موجب به اتمام رسیدن ته‌مانده سوخت و مهمات آرنیم شد. او شب ۱ مه به واپسین خط دفاعی خود در بیزرته عقب نشست. آمریکایی‌ها تنها ۲۵ کیلومتر با این محل فاصله داشتند. آرنیم در این زمان فقط ۷۶ تانک داشت که همان‌ها بدون سوخت بودند. او افسران ستادی و فرماندهان ارشد خود را به بهانه‌های مختلف از جمله بیماری، یک‌به‌یک از تونس خارج کرد. البته تعدادی از رفتن اجتناب نمودند. سرگرد هری فون کاتن، داماد و آجودان آرنیم نیز میل به ترک نداشت اما آرنیم او را وادار به این کار کرد. با ادامه خوشبینی کسلرینگ، روز ۴ مه با تخلیه مخفیانه تعداد دیگری از فرماندهان مخالفت شد.
تهاجم نهایی متفقین در تمامی طول خط مقدم از صبح روز ۶ مه سال ۱۹۴۳ آغاز شد. تمرکز اصلی تهاجم بر دره‌ای در جنوب رودخانه مجرده بود. آرنیم می‌خواست نیروی زرهی و ضدهوایی خود را بر آن‌جا متمرکز کند اما سوخت مورد نیاز این حرکت را نداشت. بریتانیایی‌ها در عرض یک روز ۲۰ کیلومتر، نیمی از راه تا شهر تونس، پیشروی کردند. آرنیم همان روز گزارش کرد لشکر پانزدهم زرهی او منهدم شده‌است. آرنیم همچنان قصد مقاومت داشت اما دیگر کاری از دستش برنمی‌آمد. بیزیته و شهر تونس بعد از ظهر روز ۷ مه سقوط کردند و تسلیم جمعی مدافعان آغاز شد. ارتش پنجم زرهی روز بعد، ۸ مه، کاملاً تسلیم متفقین گشت. روز ۹ مه سه آخرین هواگرد آلمانی در تونس بر زمین نشستند؛ چند بشکه سوخت و چند جعبه مهمات تحویل دادند و تعدادی از زخمی‌ها را با خود بردند. فرمان پایداری تا آخرین نفر مجدداً الاغ شد. با این وجود، آرنیم به همراه قرارگاه آفریکاکور روز ۱۲ مه سال ۱۹۴۳ به اسارت دشمن درآمد. او شخصاً از صدور فرمان تسلیم به گروه ارتش آفریقا اجتناب کرد. به هر حال مابقی نیروها هم روز بعد تسلیم شدند.

## اسارت

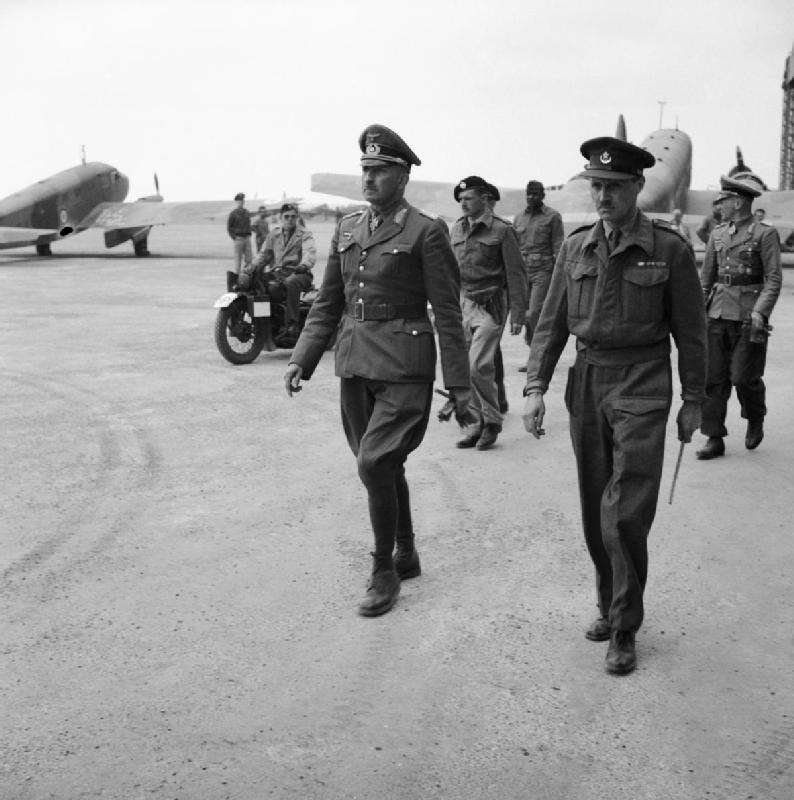
در حال ترک تونس پس از تسلیم، مه ۱۹۴۳

آرنیم، پس رودلف هس، در هنگام اسیر شدن دومین آلمانی عالی‌رتبه در دست متفقین غربی بود. او را عمارتی مسکونی در همپشر در انگلستان نگهداری می‌کردند.

## پس از جنگ
آرنیم پس از پایان جنگ سال ۱۹۴۷ آزاد شد و به آلمان غربی بازگشت. زمین‌ها و سایر دارایی او در آلمان شرقی مصادره شده بود. او با حقوق بازنشستگی که از سال ۱۹۴۹ برقرار شد زندگی خود می‌چرخاند. ارتشبد هانس-یورگن فون آرنیم در نهایت روز ۱ سپتامبر سال ۱۹۶۲ در ۷۳ سالگی در آسایشگاهی در بات ویلدونگن درگذشت.

## زندگی شخصی
پدربزرگش سرلشکر تئودور فون آرنیم در میانه سده نوزدهم در ستاد کل کبیر پروس خدمت می‌کرد. چهار تن دیگر از اعضای این خاندان با رسیدن به سطح ژنرال در جنگ جهانی دوم حضور داشتند. هانس-یورگن اوایل سال ۱۹۱۷ در جریان جنگ جهانی اول به مرخصی رفت و با آنِماری فون دِشِن، دختر ۲۲ ساله سرهنگ دوم ماکس فون دشن، ازدواج کرد. مراسم عروسی روز ۲۶ مارس در برلین برگزار شد. آرنیم بدون این که فرصت رفتن به ماه عسل داشته باشد، به جبهه جنگ بازگشت. تنها فرزند او دختری به نام الیزابت روز ۲۱ ژانویه سال ۱۹۲۰ در برلین زاده شد. پائیز همان سال خانواده‌اش را به محل خدمتش در اشتتین و سپس در سال ۱۹۲۵ به در برلین منتقل کرد. پدر زنش احتمالاً در پیشرفت‌های اولیه او نقش داشت. خانواده آرنیم از اواخر سال ۱۹۴۱ در ریتس در پفالتس ساکن شدند. هنگامی که الیزابت روز ۵ اکتبر سال ۱۹۴۳ با هری فون کاتن ازدواج کرد آرنیم در اسارت اجازه یافت یک پیام تبریک رادیویی برای آن‌ها بفرستد.